# 南津留村
南津留村（みなみづるむら）は、大分県北海部郡にあった村。現在の臼杵市の一部にあたる。

## 地理
臼杵川本流の上中流域、支流中臼杵川・勘場川の流域一帯に位置していた。

## 歴史
- 1889年（明治22年）4月1日、町村制の施行により、北海部郡上南津留村、中臼杵村が発足[3]。
- 1907年（明治40年）7月1日、上記2村が合併して南津留村が発足[1][2]。合併各村の10大字、左津留、乙見、掻懐、東神野、高山、中尾、中臼杵、久木小野、武山、吉小野を継承した[2]。
- 1954年（昭和29年）3月31日、臼杵市に編入され廃止[1][2]。

## 産業
- 農業